# Aïcha Fofana
Aïcha Aminata Laïla Fofana (Bamako, 1957 - Bamako, 16 de agosto de 2003) fue una traductora y autora maliense. Con Mariage: on copie (1994), se convirtió en la primera mujer en Mali en publicar una novela. Activista de los derechos de las mujeres, sus escritos tienen como objetivo mejorar las condiciones sociales de las mujeres en Mali.

## Biografía
Nacida en Bamako, Malí, en 1957, Aïcha Fofana era hija de Bénitiéni Fofana (1928-1991), Ministro de Salud de Malí. Después de su educación primaria en Bamako y Burdeos, Francia, asistió al Lycée Notre-Dame en Níger. Continuó estudiando idiomas, primero en la Sorbona, luego en la Universidad de Mannheim, Alemania, y en Oxford. Con dominio del francés, alemán e inglés, trabajó posteriormente como traductora e intérprete.
Su primera novela Marriage:on copie explora las opiniones convencionales de las mujeres malienses y cuenta la historia de cuatro de ellas que experimentan diferentes problemas debido a sus variados orígenes étnicos y estatus. Al describir cómo las mujeres resuelven sus problemas matrimoniales, la novela pretende mostrar que la sociedad maliense avanza en la dirección correcta. Su segunda novela La fourmilière (El hormiguero) se publicó póstumamente en 2006. En ella pone de relieve las dificultades de la sociedad maliense representadas por la vida de una familia numerosa. Con ese título hace una comparativa de las estructuras familiares malí con las colonias de las hormigasl.
Frustrada por el tiempo que tardaban en publicar los libros, Fofana decidió recurrir al teatro, donde podía confiar en comunicar sus ideas mucho más rápidamente. En abril de 1997 se presentó en el Centro Cultural de Bamako su primera obra Excellence on fait le ménage. Al ser crítica con la corrupción política, causó bastante revuelo, tanto entre los actores como entre los espectadores. Su segunda obra teatral, L'Africaine de Paris nº 2, presentada al año siguiente, cuenta la historia de un maliense que se casa con una mujer local sólo para descubrir que su primera esposa, también africana con la que se casó  anteriormente en París, viene a reclamarlo como su marido, trastornando así el ambiente familiar.
Aïcha Fofana murió inesperadamente en Bamako el 16 de agosto de 2003.

## Obra
Novelas
- Mariage, on copie. Editions Jamana. 1994. ISBN 2-910454-04-5.
- La fourmilière: roman. Editions "La Ruche à livres"/Librairie Traoré. 2006. ISBN 978-99952-50-06-5.

Obras de teatro
- Excellence on fait le ménage. University of Western Australia. 1997.
- L'Africaine de Paris no 2. University of Western Australia. 1998.